# Erich (Havelberg)
Erich (lateinisch Ericus; † nach 23. November 1028) war von 1008 bis 1028 der dritte belegte Bischof von Havelberg.

## Leben
Erich war seit 1006 als Schreiber in der Kanzlei von König Heinrich II. an der Ausstellung von Urkunden beteiligt. 1008 wurde er als erzbischöflicher Kaplan beim Tod von Bischof Hilderich von Havelberg erwähnt. Erich folgte diesem bald danach als neuer Bischof von Havelberg und wurde von Erzbischof Tagino von Magdeburg geweiht. Erich hat sein Bischofsamt in Havelberg nie ausgeübt, da das Gebiet unter slawischer Herrschaft stand. Er hielt sich an verschiedenen Orten, vor allem wahrscheinlich öfter in Magdeburg auf.
1009 war Erich beim Tod des Merseburger Bischofs Wigbert anwesend und bei der Weihe von dessen Nachfolger Thietmar beteiligt. 1012 war er auf Bitten des Königs bei der Wahl des neuen Magdeburger Erzbischofs Waltard anwesend, dann bei dessen Weihe und baldigem Tod. Erich übermittelte dem König den Namen des vom Domkapitel gewählten neuen Kandidaten Dietrich, dieser bestimmte jedoch Gero als neuen Erzbischof. In diesem Jahr wurde Erich in einer königlichen Urkunde namentlich als Schreiber genannt.
1013 weilte Erich auf einer Reichsversammlung beim König in Grona, 1016 in Dortmund, vermutlich auch bei der dortigen Synode, und bei der Gründung des Klosters Unser Lieben Frauen in Magdeburg. 1017 hielt sich Erich beim König in Magdeburg auf, anschließend in dessen Heerlager bei Leitzkau.
1019 war er in Goslar, wahrscheinlich auch auf der Synode, und war in diesem Jahr letztmals an der Ausstellung einer königlichen Urkunde von Heinrich II. beteiligt. Bei der Weihe des Basler Münsters wurde er bald darauf als Bischof und Kustos der kaiserlichen Kapelle (imperialis cappellae custos) bezeichnet. Spätestens mit dem Tod des Königs 1024 verlor Erich wahrscheinlich seine Positionen am Hof.
Im Jahr 1025 war er wohl an der Ausstellung einer königlichen Urkunde für das Bistum Verden beteiligt. Erich wurde in einer nicht datierten Urkunde für dieses Bistum als wichtigster Zeuge genannt, außerdem soll er dem Bischof Wigger bei der Beschaffung von Reliquien geholfen haben. Erich war nicht auf der Generalsynode in Frankfurt 1027 und wurde letztmals am 23. November 1028 anlässlich der Weihe mehrerer Altäre im Dom zu Verden genannt.